# Lamu (hạt)
Hạt Lamu là một hạt thuộc tỉnh Coast ở Kenya. Theo điều tra dân số ngày 24 tháng 8 năm 1999, hạt này có dân số 72686 người. Hạt Lamu có diện tích 6167 km². Hạt lỵ đóng tại Lamu.